# Charles Leveille
Charles Ryan Leveille (ur. 7 marca 1983 w Cumming) – amerykański łyżwiarz szybki, specjalizujący się w short tracku, medalista mistrzostw świata, reprezentant Stanów Zjednoczonych na zimowych igrzyskach olimpijskich w Turynie.
Karierę zaczynał jako panczenista, brał m.in. udział w konkursie biegu na dystansie 10 000 metrów, rozgrywanym w ramach zimowych igrzysk olimpijskich w Turynie. Od sezonu 2007/2008 do 2009/2010 startował jako łyżwiarz szybki w konkurencjach biegu na krótkim torze.

## Osiągnięcia
| Rok | Zawody                       | Miasto              | Miejsce             | Konkurencja         | Wynik               | Źródło              |
| ŁYŻWIARSTWO SZYBKIE | ŁYŻWIARSTWO SZYBKIE          | ŁYŻWIARSTWO SZYBKIE | ŁYŻWIARSTWO SZYBKIE | ŁYŻWIARSTWO SZYBKIE | ŁYŻWIARSTWO SZYBKIE | ŁYŻWIARSTWO SZYBKIE |
| --- | ---------------------------- | ------------------- | ------------------- | ------------------- | ------------------- | ------------------- |
| 2006 | Zimowe igrzyska olimpijskie  | Turyn               | 15.                 | 10000 m             | 14:14,81            | [ 1 ]               |
| SHORT TRACK |                              |                     |                     |                     |                     |                     |
| 2008 | Mistrzostwa świata           | Gangneung           | 12.                 | 500 m               | 0:42,688            | [ 2 ]               |
| 2008 | Mistrzostwa świata           | Gangneung           | 43.                 | 1000 m              | 1:42,837            | [ 2 ]               |
| 2008 | Mistrzostwa świata           | Gangneung           | 3.                  | 1500 m              | 2:16,839            | [ 3 ]               |
| 2008 | Mistrzostwa świata           | Gangneung           | 2.                  | 3000 m              | 4:54,732            | [ 4 ]               |
| 2008 | Mistrzostwa świata           | Gangneung           | 5.                  | wielobój            | 34                  | [ 2 ]               |
| 2008 | Mistrzostwa świata           | Gangneung           | 4.                  | sztafeta            | 6:59,069            | [ 2 ]               |
| 2008 | Drużynowe mistrzostwa świata | Harbin              | 1.                  | sztafeta            | 38                  | [ 5 ]               |
| Pochyloną czcionką oznaczono wynik z ostatniego etapu danej konkurencji, z udziałem tego samego zawodnika/zawodników, z wykluczeniem etapu finałowego. Wartości cyfrowe podawane w nawiasie, w wynikach uzyskiwanych w konkurencji wieloboju, oznaczają sumę pozycji zajmowanych w klasyfikacji końcowej na dystansie 500, 1000 i 1500 metrów. Wartość PEN oznacza karę, której działanie jest praktycznie tożsame z dyskwalifikacją. |                              |                     |                     |                     |                     |                     |